# Murat Gündüz
Murat Gündüz (* 1. März 1993) ist ein türkischer Leichtathlet, der sich auf das Kugelstoßen spezialisiert hat.

## Sportliche Laufbahn
Erste internationale Erfahrungen sammelte Murat Gündüz im Jahr 2009, als er bei den Jugendweltmeisterschaften in Brixen im Diskuswurf mit einer Weite von 50,29 m in der Qualifikation ausschied. Im Jahr darauf nahm er im Diskusbewerb an den Olympischen Jugendspielen in Singapur teil und belegte dort mit 55,09 m den achten Platz mit dem 1,5-kg-Diskus. 2011 brachte er bei den Junioreneuropameisterschaften in Tallinn in der Qualifikation keinen gültigen Versuch zustande und auch bei den Leichtathletik-Juniorenweltmeisterschaften 2012 in Barcelona verpasste er im Kugelstoßen und im Diskusbewerb den Finaleinzug. 2013 belegte er bei den Mittelmeerspielen in Mersin mit 17,66 m den achten Platz im Kugelstoßen und anschließend schied er bei den U23-Europameisterschaften in Tampere mit 16,76 m in der Vorrunde aus. 2014 klassierte er sich bei den Balkan-Hallenmeisterschaften in Istanbul mit 17,00 m auf dem siebten Platz und im Jahr darauf wurde er bei den Hallenmeisterschaften ebendort mit 18,35 m Achter, ehe er bei den U23-Europameisterschaften in Tallinn mit 16,37 m den Finaleinzug verpasste. 
2016 belegte er bei den Balkan-Hallenmeisterschaften in Istanbul mit 18,30 m den siebten Platz, wie auch bei den Hallenmeisterschaften 2017 in Belgrad mit 17,64 m. 2018 erreichte er bei den Balkan-Hallenmeisterschaften in Istanbul mit 17,18 m Rang neun, wie auch bei den Freiluftmeisterschaften in Stara Sagora mit 17,36 m. 2019 brachte er bei den Balkan-Hallenmeisterschaften in Istanbul keinen gültigen Versuch zustande und 2020 wurde er bei den Hallenmeisterschaften ebendort mit 17,08 m Neunter und 2021 erreichte er bei den Hallenmeisterschaften mit 18,50 m Rang acht.
2015 wurde Gündüz türkischer Meister im Kugelstoßen im Freien sowie 2015, 2017 und 2020 in der Halle.

## Persönliche Bestleistungen
- Kugelstoßen: 18,72 m, 22. April 2018 in Bursa
  - Kugelstoßen (Halle): 18,81 m, 14. Februar 2021 in Istanbul